# Narração de histórias

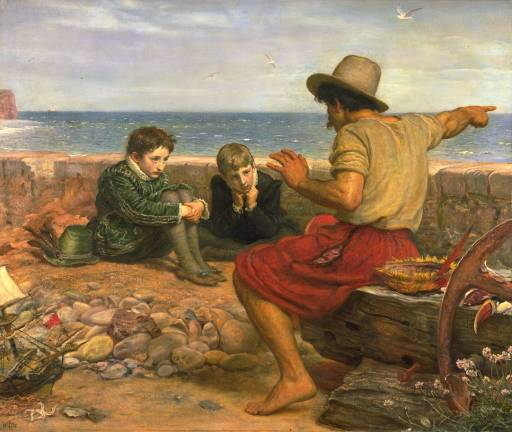
The Boyhood of Raleigh por Sir John Everett Millais, óleo sobre tela, 1870. Um marinheiro conta ao jovem Sir Walter Raleigh e seu irmão, a história do que aconteceu no mar.

Narração de histórias (também conhecida como contação de histórias ou storytelling) é a atividade que consiste em transmitir eventos na forma de palavras, imagens, e sons muitas vezes pela improvisação ou embelezamento. Histórias ou narrativas foram compartilhadas em cada cultura e em toda a terra como um meio de entretenimento, educação, preservação da cultura e para incutir valores morais. Elementos cruciais de histórias e narrativas incluem enredo e personagens, bem como o ponto de vista narrativo.
Segundo a National Storytelling Network (NSN), dos Estados Unidos, que considera a narração de histórias uma forma de arte antiga e uma valiosa forma de expressão humana, storytelling (narração de histórias, em inglês) pode ser definida como “a arte interativa de utilizar palavras e ações para revelar os elementos e imagens de uma história, enquanto se desperta a imaginação dos ouvintes”.

## Origem
A narrativa é anterior à escrita, pois as primeiras formas de contar histórias eram geralmente orais combinadas com gestos e expressões. Além disso, alguns arqueólogos acreditam que a arte rupestre pode ter sido um meio de contar histórias de e para muitas culturas antigas.
 Os aborígenes australianos, por exemplo, pintavam símbolos nas paredes das cavernas como um meio de guiar o contador de histórias a se lembrar da narrativa. Sendo assim, a história foi então contada usando uma combinação de narrativa oral, música, arte rupestre e dança, uma vez que trazem a compreensão e o significado da existência humana por meio da lembrança e da encenação de histórias. Ademais, as pessoas usavam também os troncos esculpidos de árvores vivas e outros elementos da natureza, para registrar histórias em imagens, por escrito, ou ainda por através da tatuagem também,  com informações sobre genealogia, afiliação e status social.
Com o advento da escrita e o uso de mídias estáveis e portáteis, as histórias foram gravadas, transcritas e compartilhadas em amplas regiões do mundo. Essas narrativas foram esculpidas, riscadas, impressas ou pintadas em madeira, bambu, marfim, ossos, cerâmica, tabuinhas de argila, pedra, livros de folha de palmeira, peles (pergaminho), tecido de casca de árvore, papel, seda, tela e outros tecidos , gravado em filme e armazenado eletronicamente em formato digital. As histórias orais continuam a ser criadas, de forma improvisada por contadores de histórias, bem como comprometidas com a memória e passadas de geração em geração, apesar da crescente popularidade da mídia escrita e televisiva em grande parte do mundo.

## A narrativa contemporânea
A narrativa moderna possui um amplo alcance através das suas formas tradicionais (contos de fadas, contos populares, mitologia, lendas, fábulas etc.), narrativa pessoal, comentário político e normas culturais em evolução. Contar histórias contemporâneas também é amplamente usado para abordar objetivos educacionais e informacionais, uma vez que carregam uma cultura consigo, uma informação, vivência de um grupo ou de grupos, sejam eles antigos ou mais atuais.
 Novas formas de mídia estão criando novas maneiras para as pessoas registrarem, expressarem e consumirem histórias. Ferramentas para comunicação de grupo assíncrona podem fornecer um ambiente para que os indivíduos formulem ou reformulem histórias individuais em histórias de grupo, visto que essas histórias são frutos de memórias, que possuem um contexto definido, fazem parte da história da humanidade, que é coletiva.
Há, por uma lado memórias que estão apoiadas no indivíduo (memórias individuais) e que podem ser reconstruídas graças à sua interação com dado(s) grupo(s) - neste caso, as recordações seriam constituídas de experiências vividas pelo próprio indivíduo. Há, por outro lado, as memórias coletivas, que estão apoiadas em uma coletividade, que são, sobretudo, o resultado de memórias individuais comuns de um grupo, sob condições específicas, podem ser consolidadas e perpetuadas para muito além da existência dos partícipes daquele grupo. (CORDEIRO, 2015. pg 70)
 Há também jogos e outras plataformas digitais, como as usadas em ficção interativa ou narrativa interativa, que podem ser usados para posicionar o usuário como um personagem em um mundo maior, como em uma narrativa em primeira pessoa. Documentários, incluindo documentários interativos na web, empregam técnicas narrativas de contar histórias para comunicar informações sobre seu tópico. Histórias auto reveladoras, criadas para seu efeito catártico e terapêutico, estão crescendo em seu uso e aplicação, como no psicodrama, terapia dramática e no  teatro de reprodução. Portanto, contar histórias também é usado como um meio para precipitar mudanças psicológicas e sociais na prática das artes transformadoras.

## Tradições orais
As tradições orais de contar histórias são encontradas em várias civilizações da antiguidade. A narrativa foi usada para explicar fenômenos naturais, histórias da criação, além dos mistérios  dos deuses e seus mitos. As histórias orais passavam de uma geração para a seguinte e os contadores de histórias eram considerados curandeiros, líderes, guias espirituais, professores, guardiões de segredos culturais e artistas. Sendo assim, a narrativa oral veio em várias formas, incluindo canções, poesia, cantos e dança.
Segundo Albert Bates Lord, que examinou narrativas orais de transcrições de campo de bardos orais iugoslavos coletados por Milman Parry na década de 1930 e os textos de épicos como a Odisséia,  grande parte das histórias consistia em textos improvisados durante o processo de contação. O autor identificou dois tipos de vocabulário de histórias: a primeira ele chamou de "fórmulas", como  "Amanhecer com os dedos rosados", "o mar escuro como o vinho" e outras frases específicas já eram conhecidas há muito tempo em Homero, isto é, frases, palavras que sempre são repetidas na contação. O outro tipo de vocabulário de história é o tema, uma sequência definida de ações de história que estruturam um conto. Assim como o contador de histórias procede linha por linha usando fórmulas, ele procede de evento a evento usando temas. Um tema quase universal é a repetição, como evidenciado no folclore ocidental com a "regra de três": Três irmãos se posicionam, três tentativas são feitas, três enigmas são formulados. Um tema pode ser tão simples quanto uma sequência definida específica que descreve o armamento de um herói, começando com uma camisa, calças e terminando com armas. Um tema pode ser grande o suficiente para ser um componente do enredo, por exemplo: um herói propõe uma viagem a um lugar perigoso / ele se disfarça / seu disfarce engana a todos / exceto por uma pessoa comum de pouca importância (uma velha, uma empregada de taberna ou um lenhador) / que imediatamente o reconhece / o plebeu se torna o aliado do herói, mostrando recursos inesperados de habilidade ou iniciativa. Um tema não pertence a uma história específica, mas pode ser encontrado com pequenas variações em muitas histórias diferentes.

A história foi descrita por Reynolds Price, quando ele escreveu:
A necessidade de contar e ouvir histórias é essencial para a espécie Homo sapiens - em segundo lugar por necessidade, aparentemente depois da alimentação e antes do amor e do abrigo. Milhões sobrevivem sem amor ou lar, quase nenhum em silêncio; o oposto do silêncio leva rapidamente à narrativa, e o som da história é o som dominante em nossas vidas, desde os pequenos relatos dos eventos de nossos dias até as vastas construções incomunicáveis dos psicopatas.
Além disso, os folcloristas às vezes dividem os contos orais em dois grupos principais que se constituem em dois termos alemães: Märchen e Sagen. Märchen, livremente traduzido como "conto(s) de fadas" ou pequenas histórias, ocorre em um tipo de mundo do "era uma vez" separado de lugar nenhum em particular, em um tempo indeterminado no passado. Eles claramente não têm a intenção de serem entendidos como verdadeiros, as histórias estão cheias de incidentes claramente definidos e povoadas por personagens bastante planos, com pouca ou nenhuma vida interior. Quando o sobrenatural ocorre, ele é apresentado com naturalidade, sem surpresa. Na verdade, geralmente há muito pouco efeito, contendo também eventos horripilantes que podem ocorrer, mas com pouca chamada para uma resposta emocional do ouvinte.
Supõe-se que Sagen, traduzido como "lendas", realmente aconteceu, muitas vezes em um determinado momento e lugar, e eles extraem muito de seu poder desse fato. Quando o sobrenatural se coloca (como costuma acontecer), o faz de maneira emocionalmente carregada, como por exemplo nas histórias de OVNIs e histórias de seres e eventos sobrenaturais.
Outro estudo importante da oralidade na vida humana é a  produção: " Orality and Literacy: The Technologizing of the Word (1982), de Walter J. Ong. Ong", que estuda as características distintivas das tradições orais, considerando primordialmente as culturas orais e escritas, que interagem e condicionam umas às outras, buscando saber como elas influenciam na epistemologia humana.

## O caráter educativo da contação de histórias
Contar histórias é um meio de compartilhar e interpretar experiências e memórias. Peter L. Berger diz que a vida humana está enraizada narrativamente, uma vez que os humanos constroem suas vidas e moldam seu mundo em casas em termos dessas bases e vivências. As histórias são universais porque podem fazer a ponte entre as diferenças culturais, linguísticas e relacionadas à idade. A narrativa pode ser adaptativa para todas as idades, deixando de fora a noção de segregação por faixa etária. A narração de histórias também pode ser usada como um método para ensinar ética, valores, normas e diferenças culturais.
Contar histórias é muito mais do que ler, relaciona-se à ideia de interpretar aquilo que se lê, tanto para si quanto para o outro; significa desvelar os signos e deleitar-se com o que se lê. O professor/contador apresenta-se às crianças também como alguém que expõe suas impressões de mundo, encorajando-as a fazerem o mesmo. As crianças nesse processo, manifestam-se ao dar significações ao que está à sua volta, ao expressar suas visões diante das relações familiares e com as demais crianças e os adultos de seu convívio. Manifestam-se ainda, por meio de vontades, desejos e anseios e precisam ser ouvidas, pois são agentes ativos na sociedade.
A tarefa fundamental do professor e/ou contador de histórias na Educação Infantil fica sendo a de contar histórias que provoquem a imaginação, estimulem a criação e também a interação tanto com o mundo e os objetos como entre si. As histórias devem ativar a imaginação das crianças para que a partir disso se enxerguem nas situações e personagens, conectando sua própria realidade ao universo imagético. 
A aprendizagem é mais eficaz quando ocorre em ambientes sociais que fornecem pistas sociais autênticas sobre como o conhecimento deve ser aplicado, pois as histórias funcionam como uma ferramenta para transmitir conhecimentos em um contexto social. Portanto, toda história tem 3 partes. Primeiro, a configuração (o mundo do herói antes do início da aventura). Em segundo lugar, o confronto (o mundo do herói virou de cabeça para baixo). Terceiro, a resolução (o herói vence o vilão, mas não é o suficiente para o herói sobreviver. O herói ou o mundo devem ser transformados). Qualquer história pode ser enquadrada nesse formato.
O conhecimento humano é baseado em histórias e o cérebro humano consiste na maquinaria cognitiva necessária para compreender, lembrar e contar histórias. Os humanos são organismos contadores de histórias que, tanto individual quanto socialmente, levam vidas históricas. Isso posto, as histórias espelham o pensamento humano como os humanos pensam em estruturas narrativas e na maioria das vezes se lembram dos fatos na forma de histórias. Os fatos podem ser entendidos como versões menores de uma história maior, portanto, a narrativa pode complementar o pensamento analítico. Porque contar histórias requer sentidos auditivos e visuais dos ouvintes, pode-se aprender a organizar sua representação mental de uma história, reconhecer a estrutura da linguagem e expressar seus pensamentos.
Nesse ponto, é vital a compreensão da contação de histórias como conhecimento e fruição, porquanto ela envolve linguagens que abrangem desde a oralidade, a leitura, o gestual, até as próprias percepções extraídas do texto lido, visto ou ouvido.
As histórias tendem a se basear no aprendizado experimental, mas aprender com uma experiência não é automático. Freqüentemente, uma pessoa precisa tentar contar a história dessa experiência antes de perceber seu valor. Nesse caso, não é apenas o ouvinte que aprende, mas o narrador que também toma consciência de suas experiências e antecedentes únicos. Este processo de contar histórias é muito rico, pois o narrador transmite ideias de forma eficaz e, com a prática, é capaz de demonstrar o potencial da realização humana, reavivando suas memórias.

### A contação de histórias nas Bibliotecas Escolares
"Visto que a função cultural da biblioteca escolar é contribuir para a formação nos alunos do gosto pela leitura e busca do conhecimento, existem diversas atividades que este setor da escola pode realizar, como a contação de histórias (ou hora do conto), horários para jogos educativos e recreativos, exposições de livros, seção de arte, dramatização, teatro infantil e atividades para crianças portadoras de necessidades especiais." (DUBOIS, 2014. pg 21)
Segundo Dubois, a contação de histórias na biblioteca escolar desenvolve para além da criatividade e interesse pela leitura, mas também o letramento das crianças, uma vez que elas estão entrando em contato com um mundo totalmente diferente da delas, um mundo letrado, repleto de narrativas, comunicação e informacional. De acordo com a autora, ao ter contato com a narrativa da história, ver o livro, as ilustrações, encenações, dentre outras formas de narração, a criança consegue compreender melhor o conteúdo da história e recontar com as palavras dela.

Além da importância do contato com os livros que conversam com a narrativa, Dubois (2014) profere sobre o movimento das crianças conhecerem novas histórias, novos contextos e culturas, que fazem parte da sua formação como sujeito. A vista disso, a contação de histórias dentro da biblioteca, também incentiva os alunos a utilizarem esse  espaço, fazerem os empréstimos dos livro e a participarem das atividades promovidas ali.
"O hábito de ouvir histórias desde cedo ajuda na formação de identidades; no momento da contação, estabelece-se uma relação de troca entre contador e ouvintes, o que faz com que toda a bagagem cultural e afetiva destes ouvintes venha à tona, assim, levando-os a ser quem são. “Contar histórias é uma arte porque traz significações ao propor um diálogo entre as diferentes dimensões do ser” (BUSATTO, 2003, p. 10).
Sendo assim, a contação de histórias também possui um papel de suma importância no ambiente das bibliotecas escolares, na área do letramento, criatividade, construção da narrativa e formação desses sujeitos, por meio dessas trocas culturais, dos diálogos que podem envolver desde culturas contemporâneas, até as da antiguidade, principalmente nesse dispositivo cultural chamado biblioteca, que por sua vez é um espaço relacional.
Contar história portanto, contribui para a formação de leitores e para a mobilização do imaginário infantil. Miranda (2015, p. 9) afirma ainda que “contar histórias é uma arte ancestral, cujo fascínio sobre o ser humano permanece, ao longo do tempo, colaborando para a consolidação do imaginário coletivo e enredando narradores e ouvintes de uma mesma trama”. A contação acompanha-nos desde as infâncias como construção de identidades; é um modo de percebermos a realidade com o olhar renovado e constituído de sentidos.